# كلايد هيل (واشنطن)
كلايد هيل (بالإنجليزية: Clyde Hill city, Washington)‏ هي مدينة تقع بولاية واشنطن في الولايات المتحدة. تبلغ مساحتها 2.73 كم2، وترتفع عن سطح البحر 90 م، بلغ عدد سكانها 2,984 نسمة في عام 2010 حسب إحصاء مكتب تعداد الولايات المتحدة وتصل الكثافة السكانية فيها 1,093 نسمة لكل كيلومتر مربع (2,830.9/ميل2).

## التركيبة السكانية
حدّد مكتب تعداد الولايات المتحدة بيانات التركيبة السكانية لكلايد هيل في تعداد الولايات المتحدة. في ما يلي، التركيبة السكانية حسب تعدادي 2000 و2010.

### تعداد عام 2000
بلغ عدد سكان كلايد هيل 2,890 نسمة بحسب تعداد عام 2000، وبلغ عدد الأسر 1,054 أسرة وعدد العائلات 894 عائلة مقيمة في المدينة. في حين سجلت الكثافة السكانية 1,058.6 نسمة لكل كيلومتر مربع (2,741.8/ميل2). وبلغ عدد الوحدات السكنية 1,076 وحدة بمتوسط كثافة قدره 394.1 لكل كيلومتر مربع (1,020.7/ميل2).
وتوزع التركيب العرقي للمدينة بنسبة 89.62% من البيض و0.55% من الأمريكيين الأفارقة و0.17% من الأمريكيين الأصليين و7.30% من الأمريكيين ذوي الأصول الآسيوية و0.59% من الأعراق الأخرى و1.76% من عرقين مختلطين أو أكثر و1.49% من الهسبانيون أو اللاتينيون من أي عرق.
بلغ عدد الأسر 1,054 أسرة كانت نسبة 35.8% منها لديها أطفال تحت سن الثامنة عشر تعيش معهم، وبلغت نسبة الأزواج القاطنين مع بعضهم البعض 78.3% من أصل المجموع الكلي للأسر، ونسبة 5% من الأسر كان لديها معيلات من الإناث دون وجود شريك، بينما كانت نسبة 1.5% من الأسر لديها معيلون من الذكور دون وجود شريكة وكانت نسبة 15.2% من غير العائلات. تألفت نسبة 12.8% من أصل جميع الأسر من عدة أفراد يعيشون في نفس المنزل ونسبة 6.7% كانت تتألف من شخص يعيش بمفرده يبلغ من العمر 65 عاماً أو أكثر. وبلغ متوسط حجم الأسرة المعيشية 2.74، أما متوسط حجم العائلات فبلغ 3.00.
بلغ العمر الوسطي للسكان 44.9 عاماً. وكانت نسبة 26.1% من القاطنين تحت سن الثامنة عشر، وكانت نسبة 3.8% بين الثامنة عشر والرابعة والعشرين عاماً، ونسبة 20.3% كانت واقعةً في الفئة العمرية ما بين الخامسة والعشرين والرابعة والأربعين عاماً، ونسبة 30.8% كانت ما بين الخامسة والأربعين والرابعة والستين، ونسبة 19% كانت ضمن فئة الخامسة والستين عاماً فما فوق. يوجد لكل 100 أنثى 96.9 ذكر، ويوجد لكل 100 أنثى في الثامنة عشر من عمرها فما فوق 91.8 ذكر.
بلغ متوسط دخل الأسرة في المدينة 132,468 دولارًا، أما متوسط دخل العائلة فبلغ 150,237 دولارًا. وكان متوسط دخل الذكور 100,001 دولارًا مقابل 50,909 دولارًا للإناث. وسجل دخل الفرد الخاص بالمدينة 78,252 دولارًا. وكانت نسبة 0.8% من العائلات ونسبة 0.8% من السكان تحت خط الفقر، وكان من هؤلاء نسبة 0.4% تحت سن الثامنة عشر ونسبة 0% في الخامسة والستين من العمر وما فوق.

### تعداد عام 2010
بلغ عدد سكان كلايد هيل 2,984 نسمة بحسب تعداد عام 2010، وبلغ عدد الأسر 1,028 أسرة وعدد العائلات 887 عائلة مقيمة في المدينة. في حين سجلت الكثافة السكانية 1,093 نسمة لكل كيلومتر مربع (2,830.9/ميل2). وبلغ عدد الوحدات السكنية 1,099 وحدة بمتوسط كثافة قدره 402.6 لكل كيلومتر مربع (1,042.7/ميل2).
وتوزع التركيب العرقي للمدينة بنسبة 84.35% من البيض و0.60% من الأمريكيين الأفارقة و0.23% من الأمريكيين الأصليين و12.10% من الأمريكيين ذوي الأصول الآسيوية و0.54% من الأعراق الأخرى و2.18% من عرقين مختلطين أو أكثر و2.31% من الهسبانيون أو اللاتينيون من أي عرق.
بلغ عدد الأسر 1,028 أسرة كانت نسبة 43% منها لديها أطفال تحت سن الثامنة عشر تعيش معهم، وبلغت نسبة الأزواج القاطنين مع بعضهم البعض 79.2% من أصل المجموع الكلي للأسر، ونسبة 4.8% من الأسر كان لديها معيلات من الإناث دون وجود شريك، بينما كانت نسبة 2.3% من الأسر لديها معيلون من الذكور دون وجود شريكة وكانت نسبة 13.7% من غير العائلات. تألفت نسبة 12.2% من أصل جميع الأسر من عدة أفراد يعيشون في نفس المنزل ونسبة 7.9% كانت تتألف من شخص يعيش بمفرده يبلغ من العمر 65 عاماً أو أكثر. وبلغ متوسط حجم الأسرة المعيشية 2.90، أما متوسط حجم العائلات فبلغ 3.17.
بلغ العمر الوسطي للسكان 44.8 عاماً. وكانت نسبة 29.4% من القاطنين تحت سن الثامنة عشر، وكانت نسبة 4.1% بين الثامنة عشر والرابعة والعشرين عاماً، ونسبة 16.8% كانت واقعةً في الفئة العمرية ما بين الخامسة والعشرين والرابعة والأربعين عاماً، ونسبة 31.3% كانت ما بين الخامسة والأربعين والرابعة والستين، ونسبة 18.4% كانت ضمن فئة الخامسة والستين عاماً فما فوق. وتوزع التركيب الجنسي للسكان بنسبة 48.9% ذكور و51.1% إناث.

## وصلات خارجية
- الموقع الرسمي